# Biblia Hebraica Quinta
Biblia Hebraica Quinta (BHQ albo BH5) – piąte wydanie Biblia Hebraica, następuje po czwartym, czyli Biblia Hebraica Stuttgartensia (BHS) i wcześniejszych 3 wydaniach Biblia Hebraica (BHK). Jak poprzednie, to wydanie posługuje się Kodeksem Leningradzkim w reprodukcji tekstu biblijnego i jest przygotowywane przez Deutsche Bibelgesellschaft.

## Historia wydania
Potrzeba całkowicie nowego wydania zrodziła się w kontekście wielu nowych odkryć manuskryptów, a także rozwoju badań nad przekazem tekstu Biblii hebrajskiej. Tekstem bazowym pozostał jednak wciąż Kodeks Leningradzki - według redaktorów BHQ historia rozwoju tekstu masoreckiego jest wciąż za mało przebadana i dlatego brakuje nadal wystarczająco solidnych podstaw dla określenia autorytatywnego tekstu eklektycznego (w przeciwieństwie do wyboru autorów Hebrew Bible: A Critical Edition) i dlatego należy pozostać przy wydaniu „dyplomatycznym”. W odróżnieniu od BHS, BHQ zawiera komentarz do wybranych przypadków występujących w aparacie krytycznym, tłumaczenie masora magna oraz komentarz do trudnych fragmentów masora parva i magna.

## Poszczególne tomy
Wydano do tej pory następujące tomy (zachowując numerację zgodną z kolejnością ksiąg w Kodeksie Leningradzkim):
- General Introduction and Megilloth (tom 18, 2004)
- Ezra and Nehemiah (tom 20, 2006)
- Deuteronomy (tom 5, 2007)
- Proverbs (tom 17, 2008)
- The Twelve Minor Prophets (tom 13, 2010)
- Judges (tom 7, 2012)
- Genesis (tom 1, 2016)
- Leviticus (2020)

Wydanie poszczególnych tomów miało się (według pierwotnego zamysłu wydawcy) zakończyć się do 2015. Aktualnie przewiduje się jako realną datę rok 2020.
Po wydaniu wszystkich „zeszytów” planuje się wydanie całości w 2 tomach: pierwszy będzie zawierać wstęp, sigla, skróty, tekst, masorę i aparat krytyczny; a drugi: komentarz do tekstu oraz tłumaczenie przypisów z masora magna.